# Redesekration: The Gospel of Hatred and Apotheosis of Genocide
Redesekration: The Gospel of Hatred and Apotheosis of Genocide – drugi pełny album polskiej grupy blackmetalowej Infernal War. Płyta wydana również w wersji winylowej, limitowanej do 500 sztuk.

## Lista utworów
1. "Prelude To Infernal Purification (Intro)" - 00:11
2. "Spill The Dirty Blood Of Jesus" - 03:56
3. "Shatterer Of Liberty" - 03:38
4. "Redesekration" - 03:00
5. "Radical (Kill The Peace!)" - 03:51
6. "Regime Of Terror" - 04:08
7. "Heretic Victory Ascending" - 04:11
8. "Extirpate" - 03:40
9. "Death's Evangelist" - 04:14
10. "Branded With Sacred Flames Of Gehinnom" - 05:07
11. "The End Of Time (Outro)" - 01:19

## Twórcy
Źródło.
- Herr Warcrimer - wokal
- Zyklon - gitara elektryczna
- Triumphator (Vaneth) - gitara elektryczna
- Krzysztof "Godcrusher" Michalak - gitara basowa
- Paweł "Stormblast" Pietrzak - perkusja
- Mgła - gościnny wokal w utworze Branded With Sacred Flames Of Gehinnom
- Pete Helmkamp - gościnny wokal w utworze Regime of Terror
- Cezary Gapik - Intro i Outro
- Samkila Foudation - okładka i layout